# Звучна венечна трептяща съгласна
Звучната венечна трептяща съгласна е вид съгласен звук, използван в много говорими езици. В Международната фонетична азбука той се отбелязва със символа r. В българския език е звукът, обозначаван с „р“.
Звучната венечна трептяща съгласна се използва в езици като испански (perro, [ˈpe̞ro̞]), италиански (terra, [ˈt̪ɛrːä]), полски (krok, [krɔk]), украински (рух, [rux]).